# Cujo (film)
Pour les articles homonymes, voir Cujo.
Pour plus de détails, voir Fiche technique et Distribution.
Cujo est un film d'horreur américain réalisé par Lewis Teague, sorti en 1983.
Il s’agit de l’adaptation du roman du même titre de Stephen King.

## Synopsis
Cujo, un saint-bernard très gentil et animal de compagnie des Camber, chasse un lapin qui se réfugie dans une sorte de petite grotte souterraine. Alors qu'il tente d'y entrer, mais en vain, Cujo se fait mordre par une chauve-souris enragée. Plus tard, la famille Trenton - composée de Vic, qui travaille dans la publicité, de sa femme Donna et leur jeune fils Tad - emmènent leur voiture chez le mécanicien Joe Camber pour des réparations. Ils y croisent Cujo et Donna, qui en a peur aux premiers abords, remarque la morsure de Cujo alors que son fils joue avec lui. Peu après, le mariage de Vic et Donna est mis à l'épreuve lorsque Vic apprend que Donna a une liaison avec son ex-petit ami du lycée, Steve Kemp, alors qu'il rentre chez lui après avoir appris que sa publicité pour céréales a échoué.
Charity, la femme de Joe Camber, gagne à la loterie et décide d'utiliser l'argent pour quitter la maison, avec son fils Brett, pendant une semaine pour rendre visite à sa soeur Holly. L'infection de Cujo se propage et le rend fou, il ne supporte plus les bruits autour de lui et finit par attaquer Gary Pervier - le voisin des Camber - ainsi que Joe Camber alors qu'il était chez Gary et qu'il tentait d'appeler de l'aide.
Vic quitte la ville pour un voyage d'affaires, et Donna et Tad retournent à la maison des Camber pour d'autres réparations sur la voiture de Donna. Alors que Donna tente de détacher la ceinture de Tad, Cujo les attaque, et ils s'enferment dans leur Ford Pinto. Donna essaie de repartir mais la batterie défaillante de sa voiture l'en empêche. Donna et son fils sont prisonniers dans la voiture sans eau, ni nourriture. Le soleil rend les conditions presque insupportables, et Donna se rend compte qu'elle doit faire quelque chose avant qu'ils ne meurent tous deux d'une insolation ou de déshydratation. Cependant, ses tentatives de sortie sont déjouées par les attaques répétées de Cujo qui les surveille constamment. 
Vic appelle plusieurs fois chez lui mais n'ayant toujours pas de réponse au bout de deux jours, il décide de rentrer chez lui. Il découvre alors que Donna et Tad ont disparu et que sa maison a été vandalisée par Kemp. Il soupçonne Kemp de les avoir enlevés, mais se rend compte que sa femme et son fils sont peut-être chez les Camber puisque la voiture de Donna n'est plus là.
Le shérif George Bannerman se rend chez les Camber pour vérifier si la voiture s'y trouve ou non et se fait lui aussi tuer par Cujo. Lorsqu'on lui confirme que Kemp n'a pas enlevé sa femme et son fils mais qu'il n'y avait toujours aucune réponse au sujet des Camber, Vic décide de s'y rendre lui-même. Donna tente une énième fois de s'échapper mais Cujo la voit, elle récupère alors une batte de baseball sur le sol et le frappe avec jusqu'à ce qu'elle se brise. Cujo lui saute dessus et s'empale sur la batte cassée. Donna prend le revolver du shérif et récupère Tad, très mal en point. Alors que Donna réanime Tad dans la maison et le sauve de justesse, Cujo brise la fenêtre de la cuisine et tente de les tuer. Donna abat Cujo d'un coup de revolver dans la tête, juste avant l'arrivée de Vic.

## Fiche technique
- Titre original et français : Cujo
- Réalisation : Lewis Teague
- Scénario : Don Carlos Dunaway et Lauren Currier, d'après le roman Cujo de Stephen King
- Musique : Charles Bernstein
- Décors : Guy J. Comtois
- Costumes : Jack Buehler
- Photographie : Jan de Bont
- Montage : Neil Travis
- Production : Daniel H. Blatt et Robert Singer
- Sociétés de production : Sunn Classic Pictures et TAFT Entertainment Pictures
- Société de distribution : Warner Bros.
- Budget : 5 millions de dollars[1] (3,8 millions d'euros)
- Pays de production :  États-Unis
- Langue originale : anglais
- Format : couleur - 1,85:1 - Mono - 35 mm
- Genre : horreur, thriller
- Durée : 91 minutes
- Dates de sortie :
  - France : 10 août 1983
  - États-Unis : 12 août 1983
- Classification :
  - Interdit aux moins de 12 ans lors de sa sortie en France
- Affiche : Michel Landi (France)

## Distribution
- Dee Wallace (VF : Annie Balestra) : Donna Trenton
- Danny Pintauro (VF : Linette Lemercier) : Tad Trenton
- Daniel Hugh Kelly (VF : Bernard Murat) : Vic Trenton
- Christopher Stone (VF : Claude Giraud) : Steve Kemp
- Ed Lauter (VF : Jean-Pierre Moulin) : Joe Camber
- Kaiulani Lee (VF : Élisabeth Margoni) : Charity Camber
- Billy Jayne : Brett Camber
- Mills Watson : Gary Pervier
- Sandy Ward : George Bannerman
- Jerry Hardin (VF : Dominique Paturel) : Masen
- Arthur Rosenberg (VF : Julien Thomast) : Roger Breakstone
- Terry Donovan-Smith : Harry
- Robert Elross : Meara
- Robert Behling : Fournier

## Production
Lorsque Stephen King vend les droits d'adaptation de Cujo, il pense pour la réalisation à Lewis Teague, dont il a apprécié la façon de diriger le film L'Incroyable Alligator (1980). Les producteurs préfèrent cependant engager Peter Medak. L'écrivain signe une version du scénario dont certains éléments sont retenus dans la version finale, pour laquelle il n'est pas crédité, notamment la fin qui est très différente de celle du roman.
Le tournage a lieu à Glen Ellen, Mendocino, Petaluma et Santa Rosa, en Californie. Après seulement un jour de tournage, Medak quitte le projet et Lewis Teague le remplace au pied levé. Le tournage est compliqué par le fait que les saint-bernard ne s'entraînent pas facilement à effectuer différentes tâches et aussi par la pluie incessante, alors que les scènes du film sont censées se dérouler sous un soleil accablant. Cinq saint-bernard, chacun entraîné à réaliser une action en particulier, sont utilisés pour le film, ainsi que plusieurs têtes de chien mécaniques. Pour éviter que les scènes dans la voiture soient répétitives, Teague demande au département artistique de construire une voiture démontable qui lui permet de tourner avec de nombreux angles de caméra.
Stephen King apprécie le résultat final, affirmant notamment par la suite que l'actrice Dee Wallace a réalisé « la meilleure interprétation » qu'il ait vu à l'écran de l'un de ses personnages.

## Accueil

### Critique
Il a reçu un accueil critique assez mitigé, recueillant 58 % de critiques positives, avec une note moyenne de 5,6/10 et sur la base de 31 critiques collectées, sur le site agrégateur de critiques Rotten Tomatoes.

### Box-office
Le film a connu un certain succès commercial, rapportant au box-office un peu plus de 21 millions de dollars en Amérique du Nord pour un budget de 5 millions de dollars. En France, le film totalise 154 158 entrées.

## Distinctions

### Récompense
- Fantasporto 1987 : prix du public

### Nominations
- Académie des films de science-fiction, fantastique et horreur 1984 : meilleur film d'horreur
- Young Artist Awards 1984 : meilleur second rôle joué par un enfant pour Danny Pintauro
- Fantasporto 1987 : meilleur film

## Autour du film
- Dee Wallace et Christopher Stone étaient mariés au moment du tournage alors qu'ils interprètent une femme mariée et son amant dans le film[5].
- Le film est cité et implicitement diffusé dans le douzième épisode de la huitième saison de la série télévisée Friends. La scène est jouée par Jennifer Aniston et Matt Leblanc.
- Le film est ressorti en DVD et Blu-ray le 18 septembre 2019 dans une version remastérisée.
- Il est diffusé, en VHS, dans le film SOS Fantômes : L'Héritage.